# Great Eastern

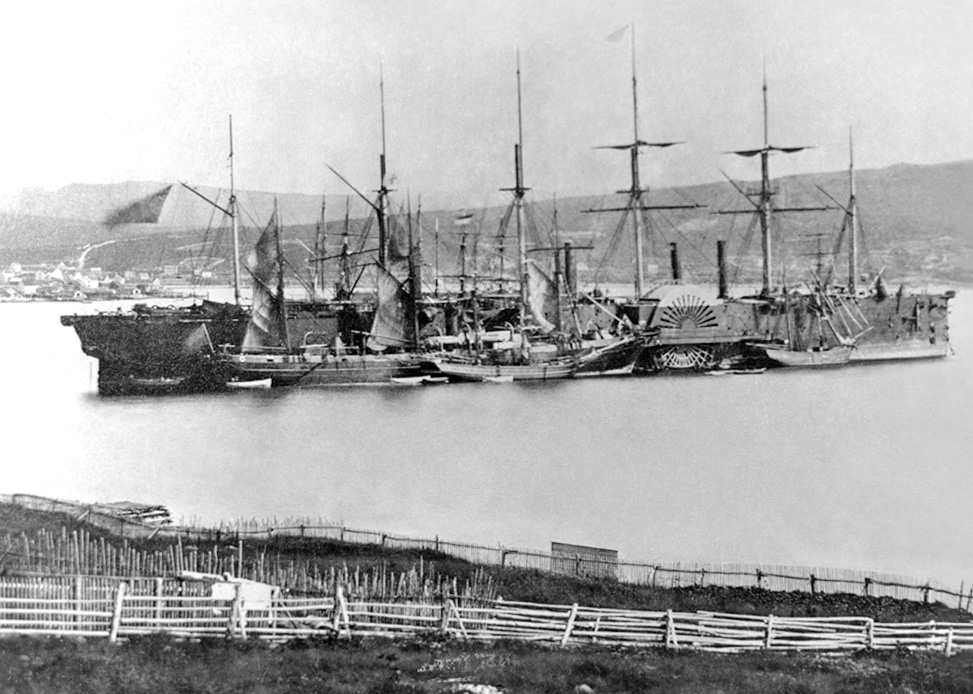
Die Great Eastern bei Hearts Content, Neufundland, Juli 1866

Die SS Great Eastern war ein 211 Meter langer stählerner Segeldampfer mit einem kombinierten Schaufelrad-, Schrauben- und Segelantrieb mit sechs Masten. Von 1858 bis 1901 war es mit Abstand das größte je gebaute Schiff der Welt, und seiner Zeit um Jahrzehnte voraus. Konstruiert wurde es vom englischen Ingenieur Isambard Kingdom Brunel (1806–1859). Es hatte eine Kapazität von 4000 Passagieren. Bedeutend wurde die Great Eastern für die Verlegung des ersten funktionsfähigen Transatlantikkabels (1866).

## Bau und Stapellauf

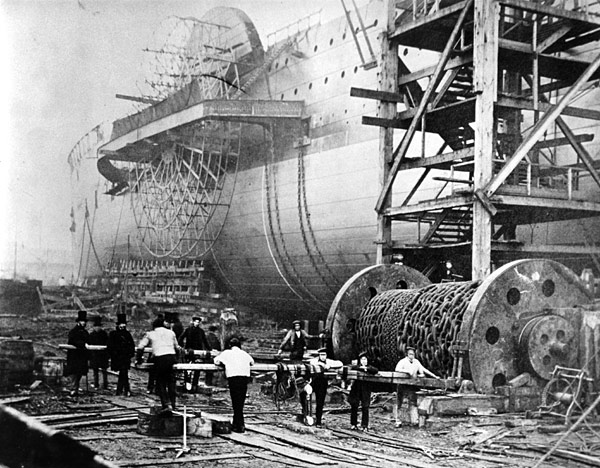
Wenige Wochen vor dem Stapellauf, 1858

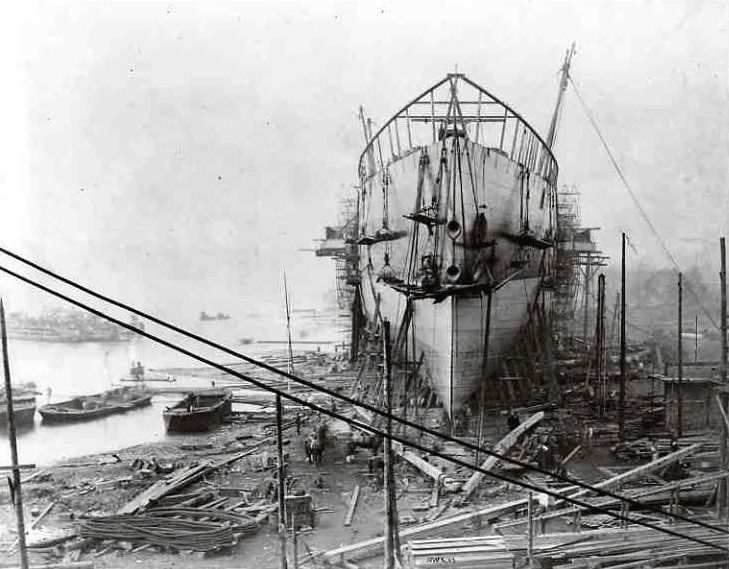
Stapellauf, 1858

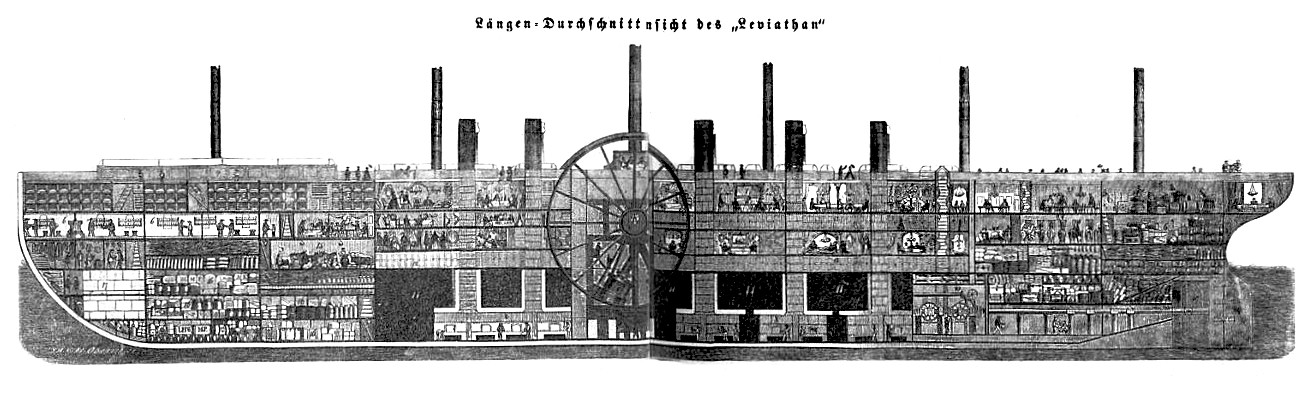
Blick in die Great Eastern

Das Schiff wurde ursprünglich für den Indien- und Australiendienst konzipiert. Es wurde in Zusammenarbeit mit dem erfahrenen Konstrukteur John Scott Russell gebaut, der aber, ohne dass Brunel davon wusste, in finanziellen Schwierigkeiten steckte. Zwischen beiden gab es Streit, und Brunel bezichtigte Russell vor dem Vorstand der Finanziers, mehrere Tonnen Stahl verkauft zu haben, um diverse Schulden zu begleichen. Wenig später mussten die Arbeiten an dem Schiff vorläufig eingestellt werden.
Die Banken übernahmen die Werft und das Schiff und ließen es unter Regie von Brunel weiterbauen. Die Werft Messrs Scott, Russell & Co. (Millwall, Isle of Dogs östlich London) gehörte John Russell.
Der Stapellauf am 3. November 1857 fand unter großer öffentlicher Aufmerksamkeit statt, wurde aber wegen technischer Probleme und des Brechens einer Kette zum Desaster. Dabei starb ein Arbeiter. Das Schiff wurde versehentlich mit Wasser und nicht mit Champagner getauft. Das zunächst auf den Namen Leviathan getaufte Schiff bewegte sich lediglich um einen Meter. Erst Wochen später, am 31. Januar 1858, gelang es, das Schiff mit Hilfe der Flut und unter Einsatz hydraulischer Pumpen zu Wasser zu bringen. Die Kosten für den missglückten Stapellauf beliefen sich auf 120.000 Pfund Sterling.
Nach einer Reihe von Unfällen im Vorfeld (unter anderem einem Großbrand), die auf die fluchbeladene Benennung des Schiffes nach dem biblischen Seeungeheuer Leviathan zurückgeführt wurden, erhielt es seinen endgültigen Namen Great Eastern. Der Konstrukteur Brunel erlitt am Tag vor der Jungfernfahrt des Schiffes einen Schlaganfall, von dem er sich nicht mehr erholte. Er starb wenige Tage später im Alter von 53 Jahren.
12.000 Arbeiter, darunter auch Kinder, waren mit dem Bau beschäftigt.

## Daten
Bei einer Größe von 18.915 Bruttoregistertonnen betrug die Länge des Schiffes 211 m, die Breite 25,3 m, die Höhe 17,7 m, der Tiefgang 6,1 m unbeladen und 9,1 m beladen, das Gewicht (Masse, Verdrängung) rund 32.000 t (beladen) und unbeladen 17.682 t (18.000 tons).
Die Hülle war vollständig aus Eisen gefertigt, der Rumpf doppelwandig ausgeführt (Abstand 0,85 m). Der Antrieb erfolgte über zwei seitliche Schaufelräder und eine Heckschraube; die Räder hatten einen Durchmesser von 17 m, die Schraube 7,3 m. Die Antriebsanlage bestand aus zwei Dampfmaschinen mit zusammen 8300 PS und zehn Kesseln – vier für die Schaufelräder und sechs für die Schraube – und verlieh dem Schiff eine Geschwindigkeit von 12½ kn. Eine Maschine mit 4900 PS war für den Schraubenantrieb bestimmt, die andere mit 3400 PS für die Schaufelräder. Das Schiff verfügte über fünf Schornsteine.
Zusätzlich bestand die Möglichkeit, unter Segeln zu fahren. Dazu hatte das Schiff sechs Masten, deren zweiter, dritter und später auch zeitweise der vierte drei Rahsegel, die anderen Gaffelsegel (mit einer Segelfläche von insgesamt 5.450 m²) trugen. Nach einigen Quellen hatte das Schiff nur 1.686 m² (18.148 Quadratfuß) Segelfläche, ein realistischer Wert: Auf allen Bildern des Schiffes mit gesetzter Besegelung fuhr sie an allen Masten ein Hauptgaffelsegel, max. neun Rahsegel (oft nur vier), ein großes Vorsegel (selten zwei), keine Stagsegel, selten Toppsegel (außer den Rahsegeln).
Da es für eine so große Zahl von Masten an nautischen Fachbegriffen fehlte, wurden den sechs Masten die Namen von Wochentagen von Montag (Fockmast) bis Samstag (Besanmast) zugeordnet. Dennoch gab es einen Versuch, die Masten klassisch zu benennen: Vormast (fore), hinterer Vormast (after-fore, forcastle), Hauptmast (main), zweiter Hauptmast (second main), Kreuzmast (mizzen), Besanmast (spanker).

## Wirtschaftlichkeit

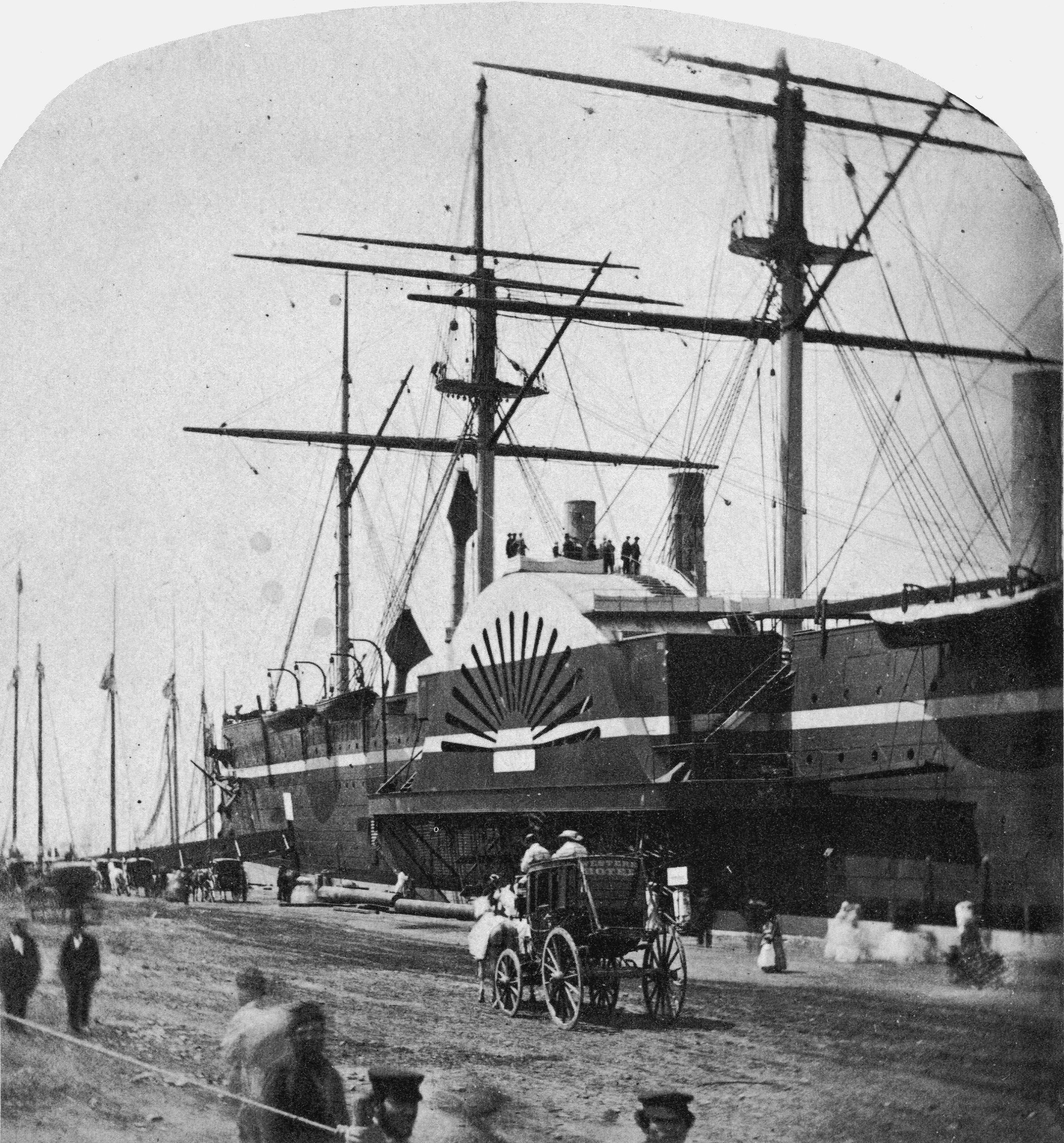
Great Eastern in New York, 1860

Die Great Eastern hatte Platz für etwa 4000 Passagiere und verfügte über eine so große Ladekapazität für Kohle (rund 15.000 t), dass damit eine Weltumrundung möglich gewesen wäre. Damit war sie ihrer Zeit um 50 Jahre voraus. Doch war sie für den Indiendienst untauglich, da ihre Dimensionen die der indischen Häfen überschritten und wegen der Kohleladung zu wenig Platz für Fracht vorhanden war. Da es zu ihrer Zeit außerdem keinen Bedarf für diese Passagierkapazitäten gab, war keine ihrer Fahrten gewinnbringend. Zudem beeinträchtigten immer wieder Unfälle den Ruf des Schiffes: Bei der Jungfernfahrt im September 1859 explodierte ein Dampfkessel, mehrere Menschen kamen ums Leben. Im Januar 1860 starb der Kapitän, William Harrison, als er im Sturm mit einem Beiboot der Great Eastern im Hafen von Southampton kenterte. Bei der ersten Atlantiküberquerung wurden aus Angst vor Unfällen nur 35 Passagen gebucht.
Im September 1861 riss eine Welle beide Schaufelräder ab. Am 27. August 1862 lief das Schiff vor Long Island, New York, auf ein unkartiertes Riff. Der Riss in der äußeren Schiffshaut war fast 30 Meter lang. Dank der Doppelwand konnte die Great Eastern aus eigener Kraft in den Hafen von New York einlaufen. 1867, während das Schiff nach anderweitigem Einsatz wieder als Passagierschiff diente, platzte in einem Sturm eine Ankerwinde und vier Matrosen wurden aufgespießt.
Nach Eröffnung des Suezkanals war es auch für Fahrten nach Indien nicht mehr notwendig, so viel Kohle mitzuführen. Das Konzept des Schiffes war nun völlig obsolet.
Nach ihrem Einsatz als Kabelleger (s. u.) wurde die Great Eastern, da es inzwischen geeignetere und profitablere Kabellegeschiffe gab, rund zwölf Jahre lang vor sich hinrostend in Milford Haven aufgelegt, bis sie im Oktober 1885 erneut versteigert wurde: Im preußischen Zentralblatt der Bauverwaltung wurde berichtet, dass die Great Eastern bei einer Versteigerung in London für 524.000 Mark an die englische Firma Demattos verkauft wurde. Sie sollte nach Gibraltar gebracht werden, um dort stationär zur Versorgung von Schiffen mit Kohlen (als Kohlenhulk) eingesetzt zu werden.
Im Jahr 1886, von D. Lewis gechartert, diente das Schiff (weltweit) als schwimmende Ausstellung („Lewis’s Exhibition“). Der neue Besitzer verdiente mit den Eintrittskarten mehr als die Vorgänger mit Passagieren.

## Einsatz als Kabelleger

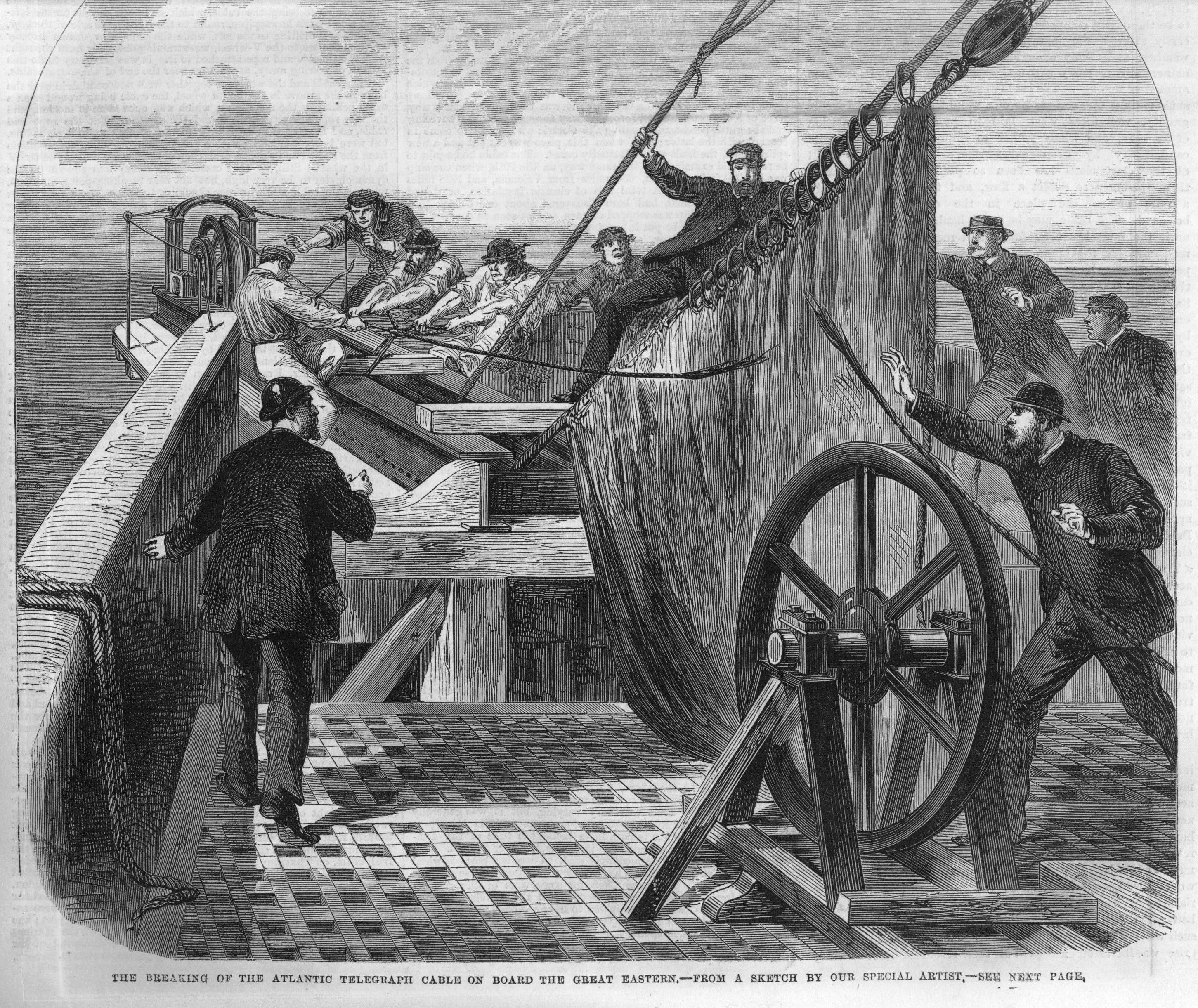
Zeitgenössische Darstellung des Kabelrisses aus der The Illustrated London News

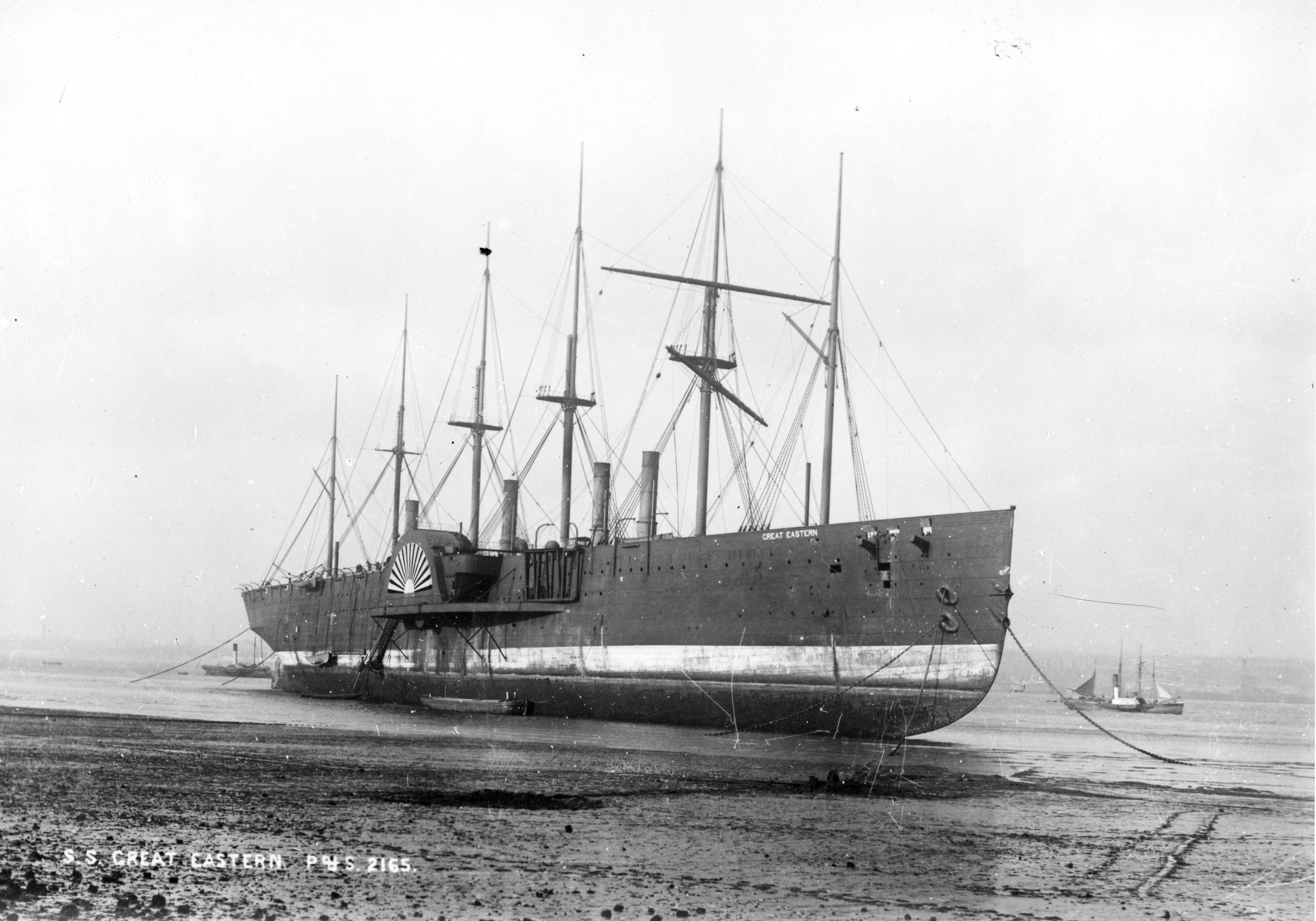
Great Eastern zum Abbruch auf Strand gesetzt

Nach wenigen Passagierreisen und mehreren Unfällen wurde die Great Eastern für 25.000 £ verkauft (Baupreis: 500.000 £) und zum Kabelleger umgebaut. Die Great Eastern war das einzige Schiff, das in der Lage war, das gigantische Kabel aufzunehmen. Hierfür wurden der vierte Schornstein und ein Teil der Kessel entfernt. Das Laden des Kabels allein nahm fünf Monate in Anspruch. Die Great Eastern legte von 1865 an 4.200 Kilometer des Transatlantikkabels. Nach einigen Zwischenfällen (Riss und Verlust des Kabels) wurde im Juli des Jahres 1866 dieses Seekabel erfolgreich als erstes seiner Art durch die Atlantic Telegraph Company in Betrieb genommen. Die Verlegung des Unterseekabels wurde von dem österreichischen Schriftsteller Stefan Zweig in seinem Buch „Sternstunden der Menschheit“ gewürdigt. Diese Kabel ermöglichten erstmals den Telegrammaustausch zwischen Amerika und Europa mittels Morsezeichen in Echtzeit – Funkgeräte wurden erst 40 Jahre später entwickelt. Darüber hinaus legte das Schiff ein Seekabel von Sues nach Bombay.

## Ende
1886 erneut und zum ersten Mal mit Gewinn versteigert, wurde sie bis zum endgültigen Abbruchverkauf nach Greenock geschleppt, dann nach Dublin und wieder zurück nach Greenock. Im August des Jahres 1888 wurde das Schiff erneut auf Abbruch für 16.000 £ verkauft und nach Liverpool gebracht. Das Abwracken begann im Januar 1889 und dauerte etwa 18 Monate. Gerüchte, nach denen beim Abbruch in der Doppelwand die Skelette zweier Arbeiter gefunden wurden, gehören wohl in das Reich der Schauermärchen – zumindest gibt es keinerlei Belege für ihre Historizität.
1906 wurde eine Stenge des Schiffes in Anfield, dem Stadion des FC Liverpool, als Fahnenmast aufgestellt.

## Unterwegs mit Prominenten, in der Literatur und in den Medien
Im Jahr 1867 machte die Great Eastern eine Fahrt von Liverpool nach New York. Prominenteste Passagiere waren der französische Schriftsteller Jules Verne und sein Bruder Paul Verne. Inspiriert durch diese Reise schrieb Jules Verne seinen 1870 erschienenen Roman Une ville flottante (dt. Eine schwimmende Stadt).
Der Sänger Sting greift die Legende von den zwei im Doppelrumpf verschollenen Arbeitern in seiner Ballad of the Great Eastern auf dem Album The Last Ship auf.
2003 drehte die BBC in der Reihe Seven Wonders of the Industrial World den ersten Teil über die Great Eastern.
In dem Computerspiel Anno 1800 von Ubisoft kann die Great Eastern nach Abschluss einer Questreihe als Schiff genutzt werden.